# Barrage hydroélectrique de Takamaka II
Pour les articles homonymes, voir Takamaka.
Le barrage hydroélectrique de Takamaka II ou barrage des Hirondelles est un barrage hydroélectrique de l'île de La Réunion, département d'outre-mer français dans le sud-ouest de l'océan Indien. Il est situé sur le territoire de la commune de Saint-Benoît sur le cours de la rivière des Marsouins en amont du barrage de Takamaka I. Il a été érigé en amont de l'Îlet Bananes. Le lieu fut choisi pour son encaissement favorable à l'implantation d'une retenue et le fort apport hydrique des cascades alentour. 
L'eau du barrage est acheminée jusqu'à l'usine souterraine par une galerie située sous un plateau constitué par le remplissage de formations volcaniques récentes issues du Piton des Neiges, ayant comblé une ancienne vallée située dans les formations plus anciennes de la phase 2 du Piton des Neiges. Cette galerie qui fait 4500 mètres de long et 2,7 mètres de diamètre (diamètre d'excavation de 3,1) a été creusée au milieu des années 80. La pente moyenne est de 0,7 %. La galerie a été forée à l'aide d'un tunnelier par la société Bouygues et entièrement blindée en raison de fortes venues d'eau. 
L’autorisation de prélèvement d’eau pour la centrale de Takamaka II est régie par le « décret du 15 juin 1984 relatif à l’aménagement et l’exploitation de la chute de Takamaka sur la rivière des Marsouins dans le département de la Réunion ». Le débit maximum emprunté en amont de Takamaka I est de 7.5 m3/s soit 480 000 m3/j. Le débit maximum emprunté en amont de Takamaka II est de 9 m3/s soit 777 600 m3/j.

L'aménagement principal de Takamaka II est couplé à deux captages supplémentaires construits à la même période : le captage du Bras Cabot et le captage du Bras Patience. L'eau de ce dernier est acheminée vers la centrale par un tunnel creusé dans la montagne. Pour le Bras Cabot, le captage principal, situé sur le cours de la rivière éponyme, permet d'acheminer l'eau à travers la montagne par un tunnel de 800 m de long, cette dernière est ensuite restituée à la rivière des Marsouins. La construction de ce tunnel a nécessité la mise en place d'un téléphérique, démantelé depuis, qui débutait sur l'actuelle plateforme de Pk16 et se terminait à la plateforme du Bras Cabot, créée pour l'occasion. Des restes de cet ouvrage sont d'ailleurs visibles dans la végétation et sur la plateforme où les câbles en acier et les piles de béton ont été, pour une partie, laissés sur place. 

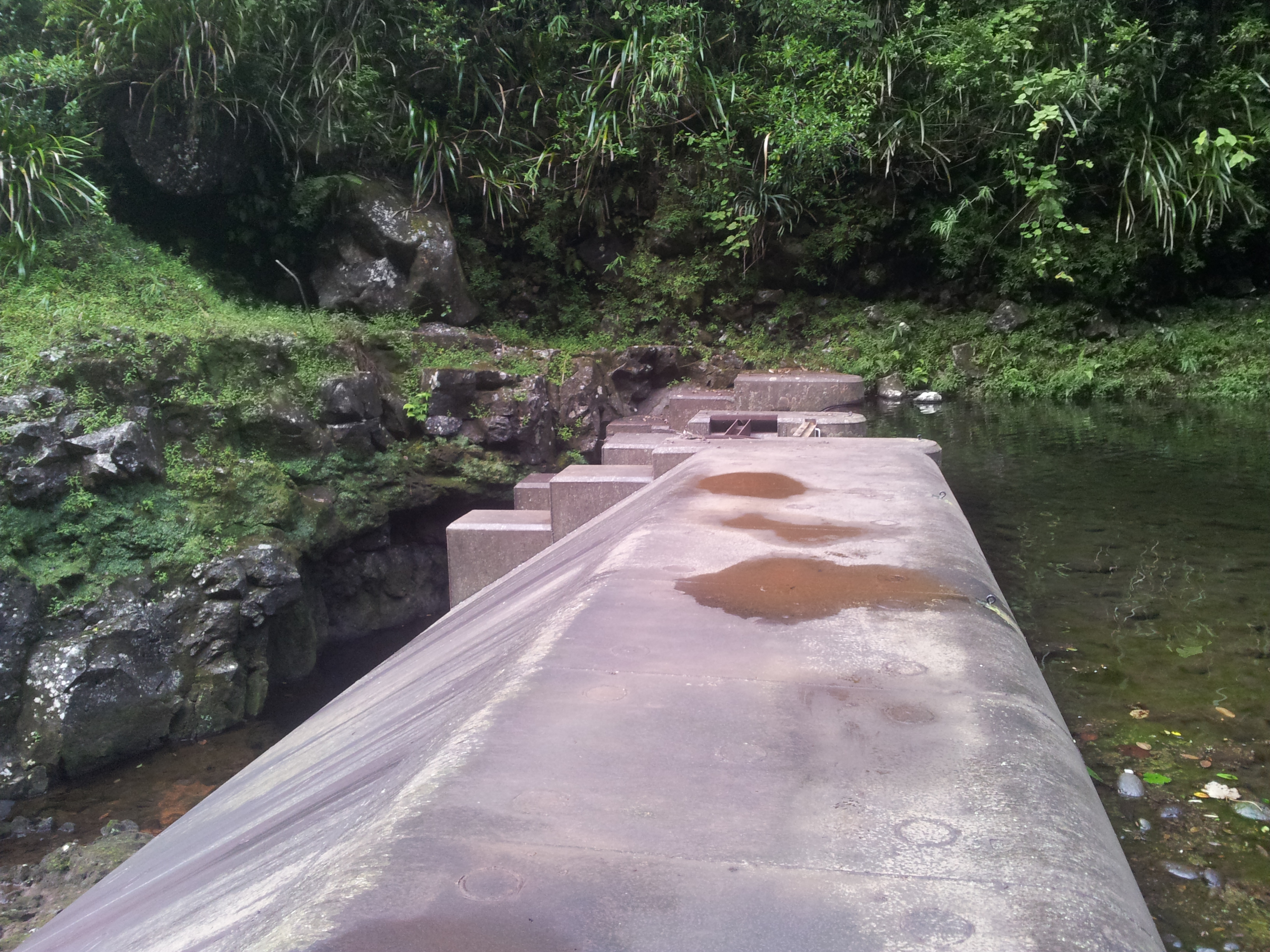
Captage du Bras Patience
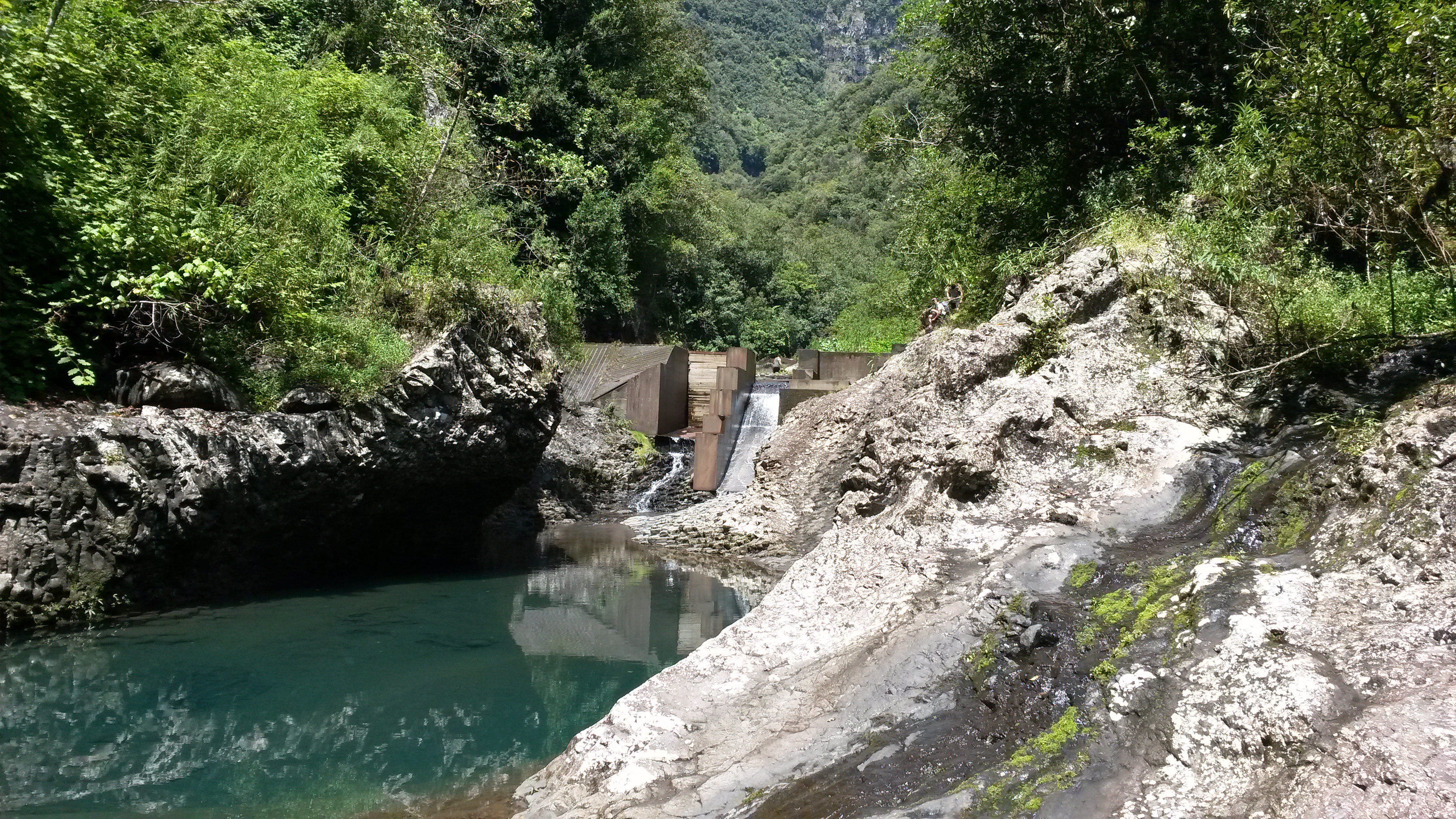
Captage du Bras Cabot
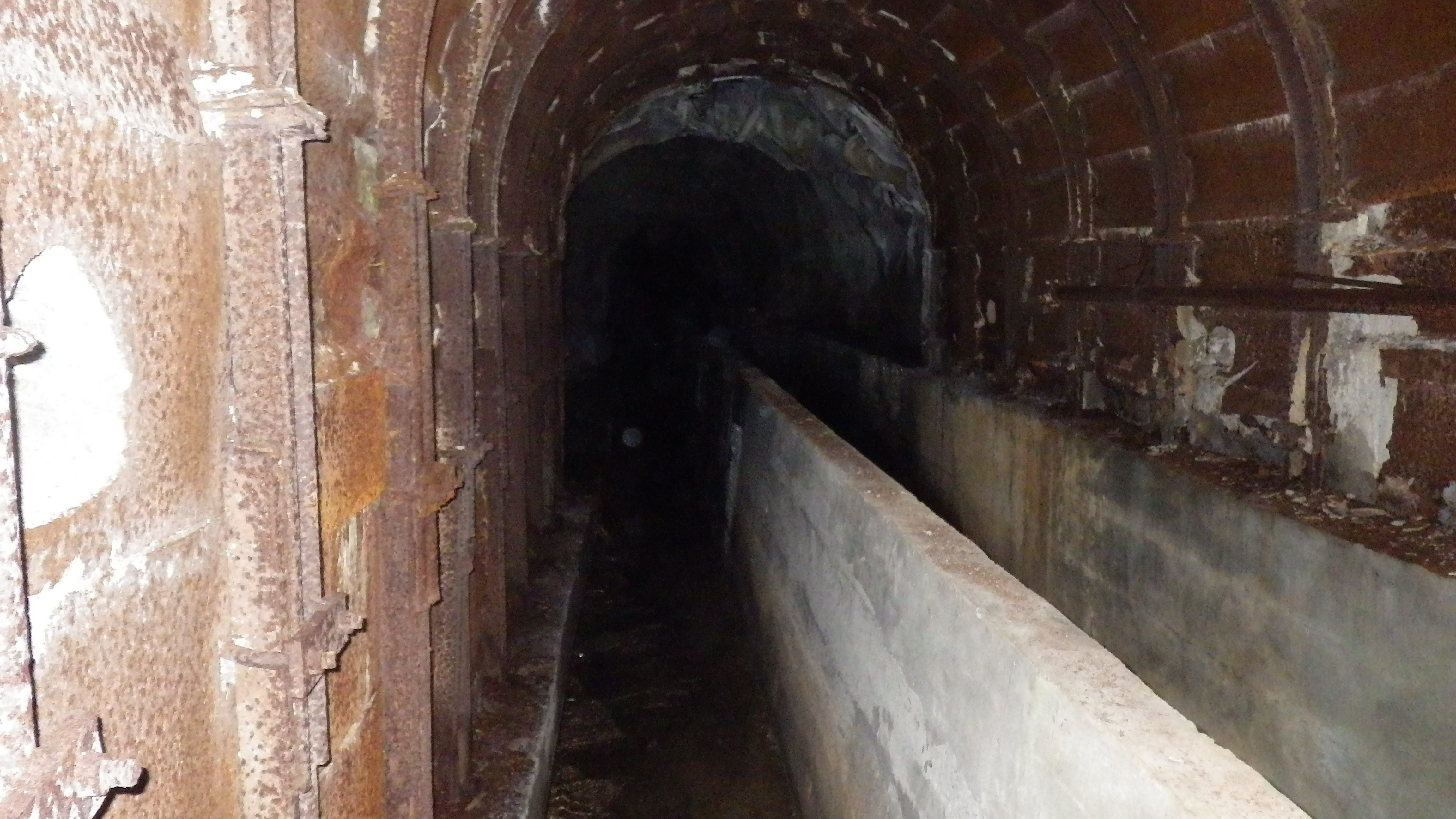
Tunnel de dérivation du Bras Cabot